# Принсесс-Мэри (озеро)
Принсесс-Мэри (англ. Princess Mary Lake) — озеро на территории Нунавут в Канаде. Расположено в южной части территории, между озёрами Маллери и Терти-Майл. Одно из больших озёр Канады — площадь водной поверхности 471 км², общая площадь — 524 км². Девятнадцатое по величине озеро Нунавута. Высота над уровнем моря 116 метров. В центре озера расположен большой остров площадью 53 км². Основное питание Принсесс-Мэри получает от цепочки озёр Тулемалу, Тебесджуак, Маллери по реке Кунуак (Kunwak River). Сток из озера также по реке Кунуак в озеро Терти-Майл (Thirty Mile Lake), далее по реке Казан в озеро Бейкер, залив Честерфилд Гудзонова залива.